# Hidrocefàlia
La hidrocefàlia és un trastorn en què es produeix una acumulació de líquid cefalorraquidi (LCR) dins del cervell. Normalment, això provoca un augment de la pressió dins del crani. Les persones grans poden tenir mal de cap, visió doble, trastorn de l'equilibri, incontinència urinària, canvis de personalitat o deteriorament mental. En els nadons, es pot veure com un augment ràpid de la mida del cap. Altres símptomes poden incloure vòmits, somnolència, convulsions i apuntament cap avall dels ulls.
La hidrocefàlia es pot produir a causa de defectes congènits o es pot adquirir més endavant en la vida. Entre els defectes congènits associats s'inclouen defectes del tub neural i aquells que produeixen estenosi aqüeductal. Altres causes inclouen meningitis, tumors cerebrals, lesions cerebrals traumàtiques, hemorràgia intraventricular i hemorràgia subaracnoidal. Els quatre tipus d’hidrocefàlia són comunicants, no comunicants, ex vacuo i de pressió normal. Normalment, el diagnòstic es realitza mitjançant exploracions físiques i imatges mèdiques.
L'hidrocefàlia es tracta normalment mitjançant la col·locació quirúrgica d'un sistema de derivació. Un procediment anomenat tercera ventriculostomia és una opció en algunes persones. Les complicacions degudes de les derivacions poden incloure un sobredrenatge, un baix drenatge, fallades mecàniques, infecció o obstrucció. Pot ser que calgui substituir-la. Els resultats són variables, però moltes persones amb derivacions viuen una vida normal. Sense tractament, es pot produir la mort o la incapacitat permanent.
Aproximadament un a dos per cada 1.000 nadons tenen hidrocefàlia. Les taxes al món en desenvolupament poden ser més altes. S'estima que la hidrocefàlia a pressió normal afecta aproximadament 5 per cada 100.000 persones, amb una taxa que augmenta amb l'edat. La descripció de la hidrocefàlia per Hipòcrates es remunta a fa més de 2.000 anys. La paraula hidrocefàlia prové del grec ὕδωρ, hydōr, que significa 'aigua' i κεφαλή, kephalē, que significa 'cap'.

## Tipus segons el moment d'aparició

### Hidrocefàlia congènita
es troba present en néixer i pot ser ocasionada per influències ambientals durant el desenvolupament del fetus o per predisposició genètica.

### Hidrocefàlia adquirida
Es desenvolupa en el moment del naixement o en un punt després. Aquest tipus d'hidrocefàlia pot afectar les persones de totes les edats i pot ser ocasionat per una lesió o una malaltia.

## Tipus segons el mecanisme

### Hidrocefàlia comunicant
Ocorre quan el flux del líquid cefalorraquidi no es veu bloquejat després de sortir dels ventricles. Aquesta forma es denomina comunicant perquè el líquid cerebrospinal encara pot fluir entre els ventricles, que romanen oberts.

### Hidrocefàlia no comunicant
Anomenada també hidrocefàlia "obstructiva", ocorre quan el flux del líquid cerebrospinal es veu bloquejat al llarg d'una o més de les vies estretes que connecten els ventricles. Una de les causes més comunes d'aquesta hidrocefàlia és l'estenosi aqüeductal (una estretor de l'aqüeducte de Silvi).

### Hidrocefàlia normotensiva
La hidrocefàlia normotensiva ocorre comunament en les persones ancianes i està caracteritzada per molts dels mateixos símptomes associats amb altres condicions que ocorren més sovint en els ancians, tals com pèrdua de memòria, demència, trastorn patològic en caminar, incontinència urinària i una reducció general de l'activitat normal de la vida diària.

### Hidrocefàliaex vacuo
Ocorre quan hi ha un engrandiment dels ventricles, generalment degut a una atròfia cerebral (com en les demències), traumatismes cranioencefàlics i fins i tot trastorns psiquiàtrics com l'esquizofrènia.

## Població afectada
Les dades sobre incidència i prevalença són difícils d'establir, ja que no hi ha un registre o base de dades de les persones que tenen hidrocefàlia i els trastorns estretament associats a aquesta malaltia; no obstant això, es creu que la hidrocefàlia afecta a un de cada 500 nens. En l'actualitat, la majoria d'aquests casos es diagnostiquen prenatalment, en el moment del naixement o en els primers anys de la infantesa. Els avenços en la tecnologia d'imatges diagnòstiques permeten diagnòstics més exactes en les persones que tenen presentacions atípiques, incloent als adults amb condicions tals com la hidrocefàlia de pressió normal.

## Causes
Les causes de la hidrocefàlia no són del tot ben compreses. La hidrocefàlia pot ser d'herència genètica (estenosi aqueductal) o de trastorns de desenvolupament tals com els associats amb defectes del tub neural, inclosa l'espina bífida i l'encefalocel. Altres causes possibles són complicacions del naixement prematur, tals com una hemorràgia intraventricular, malalties com la meningitis, tumors, lesió traumàtica al capdavant o hemorràgia subaracnoidal que bloqueja la sortida dels ventricles a les cisternes i elimina les mateixes cisternes.

## Simptomatologia
Els símptomes de la hidrocefàlia varien amb l'edat, la progressió de la malaltia i les diferències individuals en la tolerància del líquid cerebrospinal. Per exemple, la capacitat d'un nen de tolerar la pressió del líquid cerebrospinal difereix de la d'un adult. El crani del nen pot expandir-se per a allotjar l'augment del líquid cerebrospinal degut al fet que les sutures (les juntes fibroses que connecten els ossos del crani) no s'han tancat encara.
En la infància, la indicació més evident de la hidrocefàlia és típicament el ràpid augment de la circumferència del cap o una grandària del cap extraordinàriament gran. Altres símptomes poden incloure vòmits, somni, irritabilitat, desviament dels ulls cap avall (anomenat també "posta de sol") i convulsions.
Nens majors i adults poden experimentar símptomes diferents degut al fet que el seu crani no pot expandir-se per a allotjar l'augment del líquid cerebrospinal. En nens majors o en adults, els símptomes poden incloure mals de cap seguits de vòmit, nàusea, papil·ledema (inflamació del disc òptic que és part del nervi òptic), visió borrosa, diplopia (visió doble), desviament cap avall dels ulls, problemes d'equilibri, coordinació deficient, trastorn en l'estil de caminar, incontinència urinària, reducció o pèrdua de desenvolupament, letargia, somnolència, irritabilitat, o altres canvis en la personalitat o el coneixement, inclosa la pèrdua de la memòria.
Els símptomes descrits en aquesta secció estan relacionats amb les formes més típiques en les quals es manifesta la hidrocefàlia progressiva; no obstant això, és important recordar que els símptomes varien notablement d'una persona a una altra.

## Diagnòstic
La hidrocefàlia es diagnostica mitjançant una avaluació neurològica clínica i mitjançant l'ús de tècniques d'imatges cranials tals com l'ecografia (en la forma congènita), la tomografia computada (TC), la ressonància magnètica (RM) o tècniques de vigilància de la pressió. Un metge selecciona l'eina diagnòstica apropiada prenent com base l'edat, la presentació clínica del pacient, i la presència d'altres anormalitats conegudes o sospitades del cervell o la medul·la espinal.

## Tractament
La hidrocefàlia es tracta amb més freqüència mitjançant la col·locació quirúrgica d'un sistema de derivació. Aquest sistema desvia el flux del líquid cerebrospinal d'un lloc dintre del sistema nerviós central a una altra zona del cos on pugui ser absorbit com a part del procés circulatori.
Una derivació és un tub silàstic flexible però robust. Un sistema de derivació consisteix en el tub, un catèter i una vàlvula. Un extrem del catèter es col·loca en el sistema nerviós central, habitualment dintre del ventricle en l'interior del cervell, però, també, pot ser col·locat dintre d'un quist o d'un lloc proper a la medul·la espinal. L'altre extrem del catèter es col·loca normalment dintre de la cavitat peritoneal (abdominal), però també pot col·locar-se en altres llocs dintre del cos, tals com en una càmera del cor o en una cavitat en el pulmó on el líquid cerebrospinal pot drenar i ser absorbit. Una vàlvula situada al llarg del catèter manté el flux en una direcció i regula la quantitat de flux del líquid cerebroespinal.
Un nombre limitat de pacients poden ser tractats amb un procediment distint anomenat tercera ventriculostomia. Amb aquest procediment, un neuroendoscopi - càmera petita dissenyada per a visualitzar àrees quirúrgiques reduïdes i de difícil accés - permet a un metge veure la superfície ventricular utilitzant la tecnologia de fibra òptica. El neuroendoscopi es guia en posició de manera que pugui efectuar-se un petit orifici en la base del tercer ventricle, permetent al líquid cerebroespinal passar l'obstrucció i fluir cap al lloc de reabsorció al voltant de la superfície del cervell.

### Possibles complicacions
Els sistemes de derivació no són mecanismes perfectes. Entre les complicacions poden figurar falla mecànica, infeccions, obstruccions i la necessitat de perllongar o reemplaçar el catèter. En general, els sistemes de derivació requereixen vigilància i seguiment mèdic regular. Quan ocorren complicacions, el sistema de derivació normalment requereix algun tipus d'ajustament o revisió. Algunes complicacions poden conduir a altres problemes tals com drenatge excessiu o drenatge insuficient. El drenatge excessiu ocorre quan la derivació permet al líquid cerebrospinal drenar dels ventricles amb més rapidesa que aquella a la qual es produeix. Aquest drenatge excessiu pot fer que els ventricles es col·lapsin, trencant vasos sanguinis i ocasionant mal de cap, hemorràgia (hematoma sutural) o ventricles escindits (la síndrome de ventricles escindits). Ocorre drenatge insuficient quan el líquid cerebrospinal no surt amb suficient rapidesa i els símptomes de la hidrocefàlia tornen a aparèixer. A més dels símptomes comuns de la hidrocefàlia, les infeccions d'una derivació poden produir també símptomes tals com febre de baix grau, dolor en els músculs del coll o els músculs i envermelliment o sensibilitat al llarg del conducte de derivació. Quan hi ha raons per a sospitar que un sistema de derivació no està funcionant de forma apropiada (per exemple, si tornen a aparèixer els símptomes de la hidrocefàlia), caldrà cercar atenció mèdica immediatament.

## Pronòstic
El pronòstic per als pacients als que se'ls ha diagnosticat hidrocefàlia és difícil de vaticinar, encara que hi ha alguna correlació entre la causa específica de la hidrocefàlia i el resultat de la condició. El pronòstic es complica encara més amb la presència de trastorns associats, l'oportunitat de fer un diagnòstic primerenc i l'èxit del tractament. No s'ha comprès bé el grau en el qual la descompressió (l'alleugeriment de la pressió o increment del líquid cerebrospinal) després d'una cirurgia de derivació pugui reduir o invertir el dany del cervell.
Les persones afectades i les seves famílies haurien d'estar conscients que la hidrocefàlia presenta riscos per al desenvolupament tant cognoscitiu com físic. No obstant això, molts nens als quals se'ls ha diagnosticat el trastorn es beneficien de teràpies de rehabilitació i intervencions educatives que els ajuda a dur una vida normal amb poques limitacions. El tractament mitjançant un equip interdisciplinari de professionals mèdics, especialistes en rehabilitació i experts educatius és vital per a un resultat positiu.
El tractament dels pacients amb hidrocefàlia estalvia i sosté la vida del pacient. Si es deixa sense tractar, la hidrocefàlia progressiva, amb rares excepcions, és mortal.